# Quick Boys
El Katwijkse Voetbalvereniging Quick Boys (en español: Asociación de Fútbol Quick Boys de Katwijk), conocido simplemente como Quick Boys, es un club de fútbol neerlandés de Katwijk an Zee en la provincia de Holanda Meridional. Fue fundado el 1 de febrero de 1920 y actualmente juega en la Tweede Divisie, tercera división del fútbol neerlandés.

## Historia
En 1920 se fundó el club de fútbol Quick en un cobertizo de arenque en Zuidstraat. Cuando el club quiere unirse al Leidsche Voetbal Bond (LVB) en 1921, surge un problema, ya que ya existe un club con el mismo nombre, por lo que se adopta el nombre de Quick Boys. El 18 de junio de 1921, el primer partido del club se jugó en un campo que cumple con los requisitos: en el Noordwijkerweg cerca del antiguo Roversbrug, el partido contra el Wassenaar terminó en empate. Hasta 1929 inclusive, Quick Boys jugó sus partidos en casa los domingos, después de que el sábado, hasta hoy, se convirtiera en el día habitual de los partidos. Según el informe anual de la asociación de fútbol, la gente cambió al fútbol de los sábados para ampliar el número de miembros, pero la verdadera razón es que jugar los domingos (todavía) causa demasiados problemas en la comunidad predominantemente cristiana de Katwijk. 
Después de eso, el club se convertiría rápidamente en uno de los nombres más importantes del fútbol amateur holandés. El primer equipo masculino fue veinte veces campeón de la clase, once veces campeón nacional con los aficionados de Zaterdag y dos veces campeón general amateur. En 1952, el equipo ganó la Copa KNVB de Zaterdag. En 2008 llegaron a los cuartos de final de la Copa nacional KNVB, en la que fueron eliminados por el NAC Breda de la Eredivisie.
Quick Boys ganó el campeonato amateur masculino por última vez en la temporada 2003/04. El título se ganó en dos partidos contra el HSC '21 de Haaksbergen. El partido en casa terminó con un empate 3-3 frente a 6500 espectadores. Durante la vuelta, a la que asistieron unos 2000 Katwijkers, Quick Boys ganó 2-4 en la prórroga.
A partir de la temporada 2010/11, Quick Boys ya no jugaría al más alto nivel amateur, el club no se clasificó para el Topklasse recién establecido para esa temporada. Nueve años después, el club logró volver al más alto nivel. Adquirieron plaza para los playoffs en la temporada 2018/19. En la primera ronda, SV OSS '20 fue derrotado en dos partidos, en la final hubo dos empates contra VVSB, pero en la segunda mitad de la prórroga Quick Boys tomó una ventaja de 1-0 que le daría la victoria.
Los partidos en casa cuentan con una media de más de 2000 espectadores. Quick Boys tiene el mayor número de espectadores en los partidos en casa contra los archirrivales Katwijk y Rijnsburgse Boys, pero también se esperan más de 3000 espectadores en el parque deportivo Nieuw Zuid en otros derbis y clásicos contra Noordwijk, IJsselmeervogels y Spakenburg.
Con casi 2600 miembros, Quick Boys es la asociación de fútbol amateur más grande de los Países Bajos. El club cuenta con 114 equipos, de los cuales 20 equipos senior, 17 equipos femeninos/femeninos, 61 equipos juveniles (masculinos) y 16 equipos para los más jóvenes que juegan una competición entre ellos. Desde 2014, Quick Boys también tiene un equipo G. La asociación también cuenta con un impresionante club de negocios formado por empresas que apoyan al club. El 3 de marzo de 2019, Quick Boys superó la marca de 2400 miembros. Dada la cantidad de miembros, la capacidad del campo ha sido motivo de preocupación durante años: con seis campos de juego, los partidos se juegan hasta la noche para acomodar a todos los equipos. Apenas hay espacio para la expansión de la capacidad, el parque deportivo Nieuw Zuid está intercalado entre el área urbanizada de Katwijk aan Zee y el Zuidduinen.
El 1 de febrero de 2020 se celebró el centenario de Quick Boys. Con motivo de este aniversario, se inauguró en el Museo Katwijks una exposición llamada Quick Boys 100 años .

## Palmarés
- Títulos Hoofdklasse: 3

2003, 2004, 2016
- Títulos National Zaterdag Amateur: 4

1946, 1947, 1948, 1949, 1953, 1958, 1960, 1962, 1991, 1992, 2004
- Títulos National amateur football: 4

1993, 2004
- Copa del Distrito Oeste:

1989
- Copa de los Países Bajos (cuartos de final):

2008